# Ronald Pohl

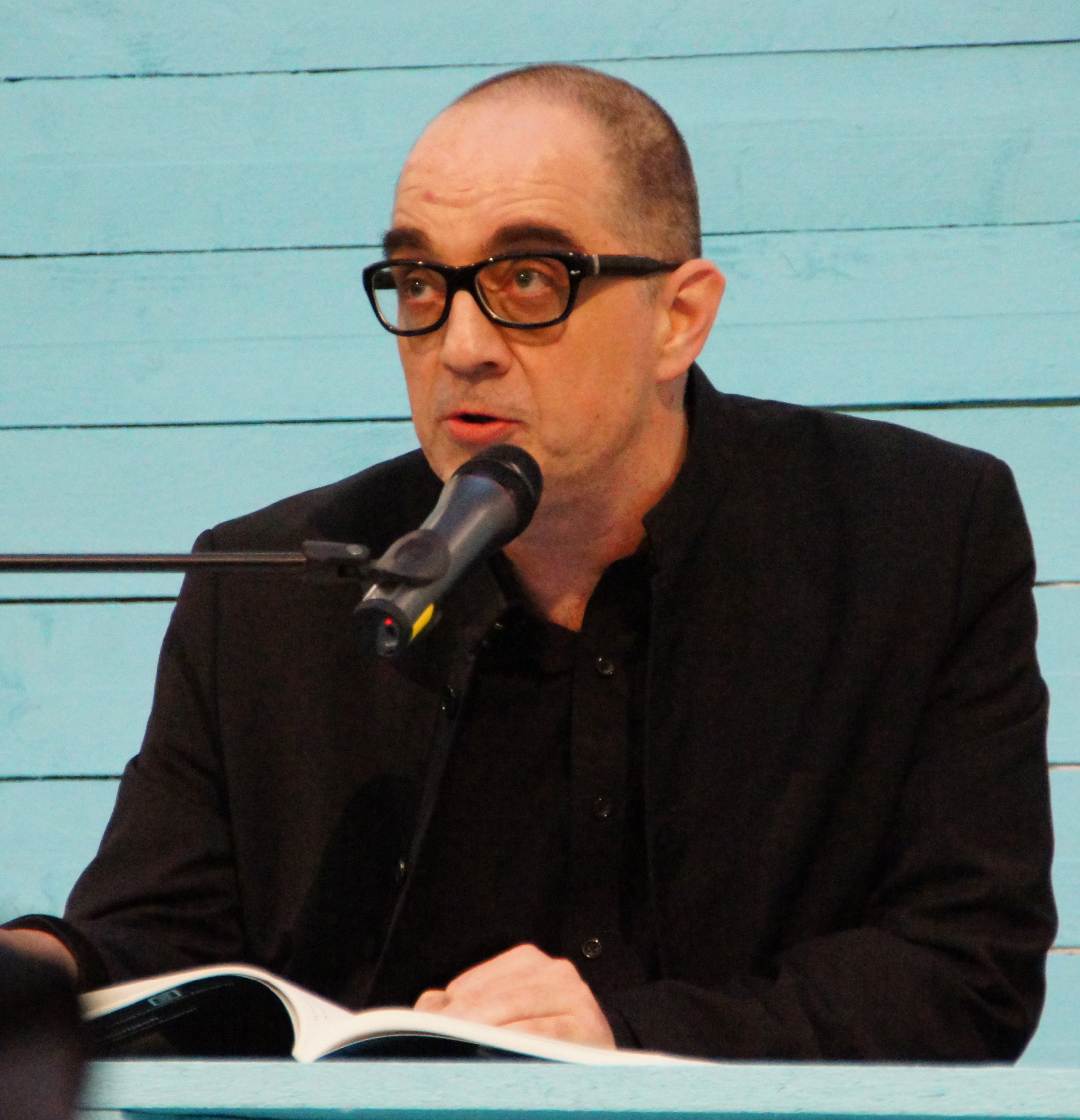
Ronald Pohl

Ronald Pohl (geb. 1965 in Wien) ist ein österreichischer Kulturjournalist, Theaterkritiker und Schriftsteller.

## Leben
Ronald Pohl begann 1990 als Mitarbeiter bei der Tageszeitung Der Standard, wo er seit 1993 als Feuilleton-Redakteur tätig ist. Literarische Texte veröffentlichte er zunächst in Zeitschriften und Anthologien. Seit 2004 erschienen von ihm Erzählungen, Romane, Gedichte und eine Komödie.
Pohl arbeitete wiederholt als Lektor am Institut für Sprachkunst an der Universität für angewandte Kunst Wien und war lange Jahre Mitglied der Grazer Autorenversammlung sowie des Linzer Künstlervereins Maerz. 2017 war er Mitglied der Jury für den Nestroy-Theaterpreis.
Er lebt und arbeitet in Laab im Walde (NÖ).

## Werk
Pohls literarisches Buch sudelküche seelenruh (2004) mit einem gleichnamigen Theatertext für eine Komödie und zwei ihn umrahmenden Erzählungen erinnerten den Rezensenten der Wiener Zeitung an das „Artistische mancher H.C. Artmann-Texte – Zeitkritik und das Aufzeigen zeitloser Schäbigkeit werden kunstvoll-spielerisch und nicht mit dem strengen Zeigefinger vorgeführt.“
Sein 2007 veröffentlichter Roman Die algerische Verblendung, der im algerischen Unabhängigkeitskrieg der frühen 1960er Jahre spielt, wurde von den Feuilletons wegen der drastischen Sprache des misanthropischen Ich-Erzählers überwiegend verrissen. Der Roman habe „vor allem das Verdienst, dass man Camus aus dem Bücherschrank kramt und wieder liest“, war das Fazit von Heike Schneider in Deutschlandfunk Kultur. Laut Rezensionsnotiz im Perlentaucher verteidigte Jörg Drews den Roman in der Süddeutschen Zeitung. Die wütenden Tiraden der Hauptfigur seien nicht mit den Standpunkten ihres Autors zu verwechseln. Der Roman stehe in der „Tradition des großen Pessimismus“, „die seit Swift und Voltaire die europäische Literatur geprägt hat“.
2014 veröffentlichte Pohl ein Buch über Klaus Maria Brandauer. Wolfgang Kralicek schrieb im Falter: „Pohls Brandauer-Buch ist ein Schauspielerbuch, wie man es noch nicht gelesen hat. Der Autor hat mit Brandauer zwar gesprochen und ihm auch einige hübsche Anekdoten entlockt […], er lässt sich von Brandauer aber nicht an die Wand spielen, behält stets die Autorität des Erzählers. Brandauers späte Rollen, vor allem der Lear, bilden die Hauptstraße des Buchs. Pohl zweigt aber immer wieder auf Nebenstraßen ab und fährt zurück zur Berliner Schaubühne der 70er-Jahre oder in die österreichische Zeitgeschichte. Das Buch erklärt mit Brandauer die Welt.“
Mit dem Roman Kind aus Blau (2017) verfasste Pohl eine fiktionale Biografie über Miles Davis.